# دیژالما سانتوس
دیژالما سانتوس (انگلیسی: Djalma Santos؛ ۲۷ فوریهٔ ۱۹۲۹ – ۲۳ ژوئیهٔ ۲۰۱۳) یک بازیکن فوتبال اهل برزیل بود.
از باشگاه‌هایی که در آن بازی کرده‌است می‌توان به پالمیراس و باشگاه فوتبال اتلتیکو پارانائنزه اشاره کرد.
وی که سابقه ۹۸ بازی و ۳ گل ملی را دارد عضو تیم ملی فوتبال برزیل در جام جهانی ۱۹۵۴، ۱۹۵۸، ۱۹۶۲ و ۱۹۶۶ بوده‌است.

## افتخارات

### باشگاهی
Portuguesa
- Torneio Rio – São Paulo: ۱۹۵۲، ۱۹۵۵

پالمیراس
- لیگ برتر فوتبال برزیل: ۱۹۶۰، ۱۹۶۷، ۱۹۶۷، ۱۹۶۹

### ملی
- قهرمان جام جهانی فوتبال: ۱۹۵۸، ۱۹۶۲

### شخصی
- بهترین‌های جام جهانی فوتبال: ۱۹۵۴، ۱۹۵۸، ۱۹۶۲
- مجله ورلد ساکر World XI: ۱۹۶۲، ۱۹۶۳، ۱۹۶۵[۱]
- فیفا: ۱۹۶۳[۲]
- FIFA World Cup All-Time Team: ۱۹۹۴
- فیفا ۱۰۰[۳]
- The Best of The Best – Player of the Century: Top 50[۴]
- عضو تالار مشاهیر موزه فوتبال برزیل